# Dane Ingham
Dane James Ingham (Lismore, 1999. június 8. –) ausztrál születésű új-zélandi válogatott labdarúgó, aki jelenleg a Brisbane Roar játékosa. Testvére, Jai Ingham a Melbourne Victory játékosa.
Bekerült a 2017-es U20-as labdarúgó-világbajnokságon és a 2017-es konföderációs kupán részt vevő keretbe.

## Statisztika
| Válogatott | Szezon   | Mérkőzés | Gól |
| ---------- | -------- | -------- | --- |
| Új-Zéland  | 2017     | 3        | 0   |
| Összesen   | Összesen | 3        | 0   |